# Penkowka-Kultur

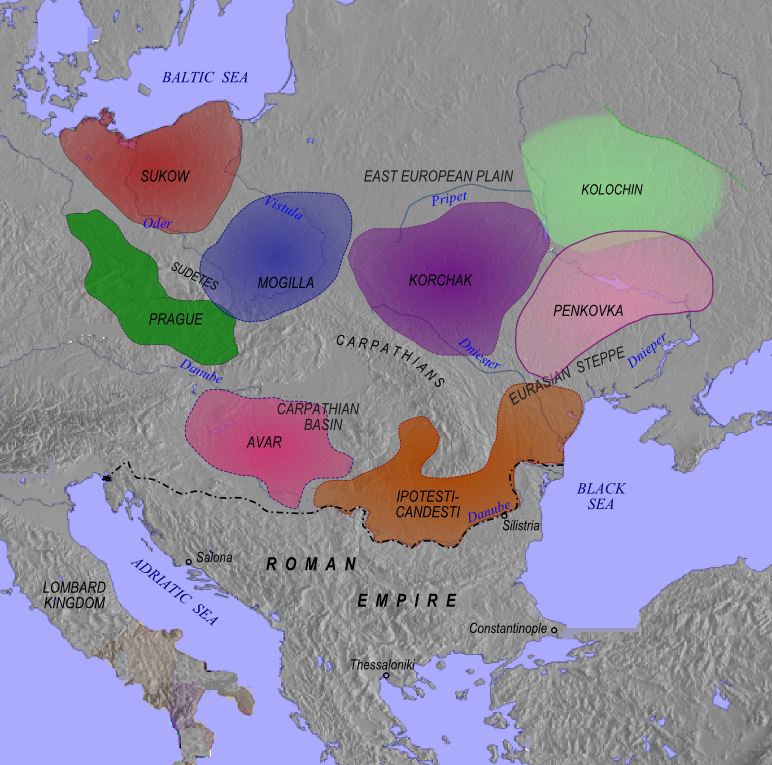
Archäologische Kulturen Osteuropas im 7. Jahrhundert

Penkowka-Kultur (englisch Penkovka culture) ist die Bezeichnung für archäologische Funde vom 5. bis 7. Jahrhundert auf dem Gebiet der heutigen Ukraine und Moldawiens.
Sie umfasst verschiedene archäologische Gruppen und ist deshalb strittig.

## Ausbreitungsgebiet
Die Penkowka-Gruppe erstreckte sich vom mittleren Dnepr entlang Sula, Seim, Psel, Sewerski Donez und Oril bis zum mittleren Dnjestr und mittleren Pruth.
Die Kultur ist benannt nach dem Fundort Penkowka bei Winniza.
In der Ukraine sind ca. 300 Fundorte bekannt. Befestigte größere Siedlungen bestanden bei Pastyrske (politisches Zentrum) und Seliste.
Die Penkowka-Kultur grenzte im Osten an die Saltowo-Majaki-Kultur, im Norden an die Kolotschin-Kultur und im Westen an die Kortschak-Gruppe.

## Entstehung und kulturelle Einordnung
Die Penkowka-Kultur entstand im 5. Jahrhundert aus der Tschernjachow-Kultur und der Kiewer Kultur mit iranischen und turkstämmigen Einflüssen.
Die Träger der Penkowka-Kultur waren multiethnisch. Die materielle Kultur war  einerseits slawisch, sie unterschied sich nicht von der zeitgleichen Prag-Kortschak-Kultur, besonders in der Keramik. Andererseits gab es auch starke nomadische Elemente, zum Beispiel in der Metallverarbeitung und in den Siedlungen (Jurten).
Es ist daher schwierig, eindeutige kulturelle Einordnungen für den gesamten Siedlungsraum zu treffen. Wahrscheinlich lebten verschiedene ethnische Gruppen nebeneinander und beeinflussten sich.
In den schriftlichen Quellen dieser Zeit in für das Gebiet der Herrschaftsverband der Anten erwähnt. Es ist methodisch schwierig, diesen unmittelbar der Penkowka-Kultur zuzuordnen.
Die russische, ukrainische und bulgarische archäologische Forschung nimmt eine solche Zuordnung an.

## Wirtschaft
Ackerbau und Viehzucht, teilweise nomadisch, waren Lebensgrundlagen.
Die Metallverarbeitung zeigte chasarische, kaukasische, byzantinische, arabische und baltische Einflüsse. Ein Zentrum der Metallverarbeitung wurde bei Gajworon am Südlichen Bug gefunden.
Ein größerer Fund von 116 silbernen Objekten zeigt vor allem östliche nomadische Einflüsse.
Die handgemachte Keramik hatte große Nähe zur Prager Kultur. Verbreitet war auch Keramik der östlichen Saltowo-Majak-Kultur (Chasaren), die als Saltowo- oder Pastyrske-Keramik bezeichnet wird.

## Siedlungen
Die Siedlungen lagen an Flüssen und waren nicht befestigt. Die Fläche betrug meistens nicht mehr als 2 oder 3 Hektar. Die Siedlungen bestanden aus bis zu 30 Häusern, von denen gleichzeitig nur 12–15 genutzt wurden. Nach einiger Zeit wurden sie verlassen, später dann wieder bewohnt.
Die Häuser waren in die Erde eingetieft (0,6–0,8 m), meist rechteckig, selten oval. Die Türen waren nach Süden oder Osten ausgerichtet.

## Bestattungskultur
In den Waldsteppengebieten gab es Brandbestattungen.
Die Bestattungsplätze lagen in Niederungen und waren 0,5 bis 1 km von den Siedlungen entfernt.
Die Toten wurden an den Bestattungsstellen verbrannt und mit oder ohne Urnen in Gräbern bestattet. Die Grabbeigaben waren spärlich (Schmuck).
In der offenen Steppenzone gab es auch Körperbestattungen mit reicheren Grabbeigaben (Waffen, Repräsentationsobjekte). Diese entsprachen den Gebräuchen der östlich gelegenen Kulturen (Chasaren, Alanen, Bulgaren, Utriguren), es ist daher nicht klar, ob sie der Penkowka-Kultur zuzuordnen sind.

## Änderungen
Die Penkowka-Kultur endete Anfang des 8. Jahrhunderts. Es folgten in dem Gebiet slawische archäologische Gruppen.